# Eschbronn
Eschbronn är en kommun i Landkreis Rottweil i regionen Schwarzwald-Baar-Heuberg i Regierungsbezirk Freiburg i förbundslandet Baden-Württemberg i Tyskland.
Kommunen bildades 1 december 1972 genom en sammanslagning av kommunerna  Locherhof och Mariazell.
Kommunen ingår i kommunalförbundet Dunningen tillsammans med kommunen Dunningen.